# Волох, Мария Александровна
Во́лох Мария Александровна (род. 19 ноября 1974, Саратов) — российский пластический хирург, доктор медицинских наук, заведующая кафедрой пластической и реконструктивной хирургии Северо-западного государственного медицинского университета им. И. И. Мечникова.
Лидер российской команды, выполнившей первую аллотрансплантацию лица в 2015 году.
Лауреат Премии Правительства в области науки и техники — 2021.

## Биография
Мария Александровна родилась в семье военнослужащего.
В 1997 г. с отличием окончила Санкт-Петербургскую медицинскую академию им. И. И. Мечникова по специальности «Лечебное дело». А в 1999 г. — ординатуру по специальности «Хирургия» на кафедре пластической хирургии Санкт-Петербургской медицинской академии последипломного образования.
После завершения обучения начала трудовую деятельность с должности заведующего отделением хирургической стоматологии и пластической хирургии и врача-хирурга кафедры Военной травматологии и ортопедии Военно-медицинской академии им. С. М. Кирова.

## Научная и клиническая деятельность
В 2003 году Мария Александровна защитила диссертацию на соискание степени кандидата медицинских наук, а в 2011 году ей присвоена ученая степень доктора медицинских наук.
За время научной деятельности, Мария Александровна опубликовала 176 научных трудов в журналах ВАК и зарубежных изданиях.
В 2010 году выступила организатором проекта оказания высококвалифицированной помощи военнослужащему срочной службы и возглавила междисциплинарную команду, которая в 2015 г провела уникальную операцию по аллотрансплантации лица. За эту работу Мария Александровна была награждена
Премией правительства РФ в области науки и техники, а также главной медицинской премией «Призвание» — 2016.

### Первая аллотрансплантация (пересадка) лица в России
Под руководством Марии Александровны Волох, 12 мая 2015 года на базе Военно-медицинской академии им. С. М. Кирова выполнена пересадка сложных комплексов тканей лица. Аллотрансплантация лица стала первой в России и 32 в мире.
Выполнение операции стало возможным при совместной работе и сотрудничестве Министерства Обороны и Министерства Здравоохранения Российской Федерации, а также Федерального медико-биологического агентства. В ней приняли участие более 300 специалистов разных областей деятельности.

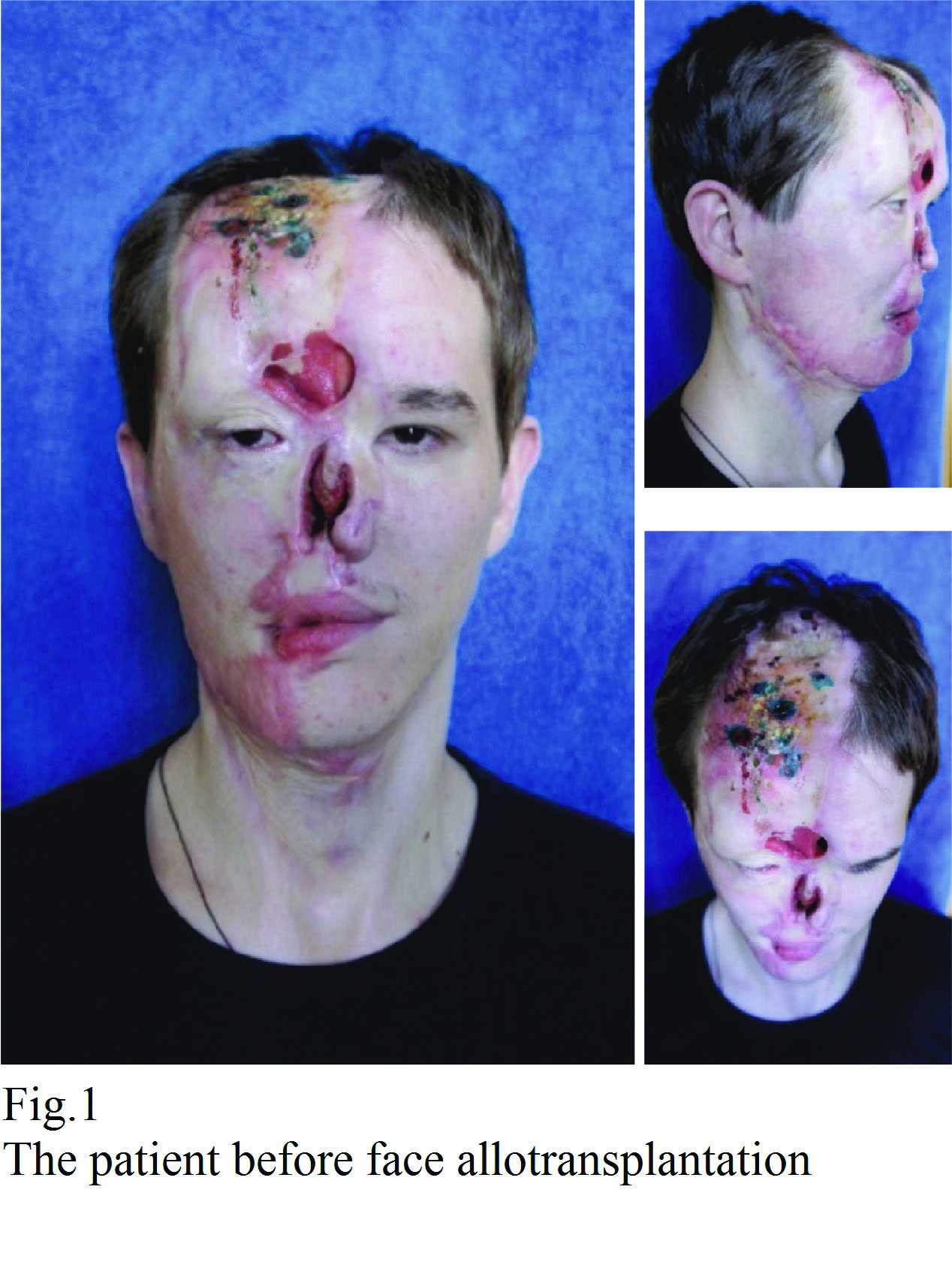
Пациент первой в России операции по аллотрансплантации лица, проведённой под руководством М. А. Волох

В процессе подготовки к пересадке лица, были разработаны и совершенствованы многие методики, большая часть которых состоялась не только в России, но и впервые в мире:
1. Разработана правовая база для аллотрансплантации лица.
2. Экспериментально отработаны техники операций и принципы профилактики отторжения тканей лица при разных видах трансплантаций.
3. Сформирован лист ожидания пациентов, нуждающихся в пересадке лица.
4. Разработана технология предоперационного планирования аллотрансплантации лица и выбора оптимальной методики подготовки сложного комплексного аллотрансплантата с использованием 3D- сканирования, моделирования и принтинга.
5. Достигнута координированная совместная организационная деятельность Минобороны и Минздрава в вопросе пересадки лица.

Пациент — рядовой армии (19 лет), который в течение трёх лет лечился в госпиталях по поводу 19 % электроожога головы и тела, травм кисти и нижних конечностей, катаракты обоих глаз. Несмотря на проведенное лечение и более 30 реконструктивных операций, удовлетворительный эстетический и функциональный результат не был достигнут. Пострадавший находился в депрессии с суицидальными попытками, при полной социальной несостоятельности. Ко времени пересадки у пострадавшего отмечались дефекты теменной, лобной областей, лобных пазух носа, губ, рта. В качестве донорского трансплантата использовано лицо 51-летнего мужчины, умершего в результате черепно-мозговой травмы. Пересадка выполнена при оптимальной иммунной совместимости реципиента и донора.
Полное время выполнения комплекса российской аллотрансплантации лица составило 2 суток: собственно время пересадки лица, состоящей в замещении костно- и мягко-тканных дефектов лица и с включением композитного аллолоскута в кровоснабжение бассейна наружной сонной артерии-15 часов.
Через 7 лет после частичной пересадки лица, достигнута полная реабилитация пострадавшего: восстановлена эстетика и функция лица, пациент полностью социально реадаптирован: работает, женат, имеет ребенка.

## Достижения
- Обладатель благодарственной грамоты губернатора Санкт-Петербурга В. И. Матвиенко, 2007.
- Лауреат премии Министерства Здравоохранения «Призвание-2016» в номинации: «За проведение уникальной операции, спасшей жизнь человека», 2016.
- Обладатель медали «За заслуги перед Отечественным здравоохранением» за инновационные решения в хирургии лица, 2016 г.
- Лауреат премии Хрустальный лотос в номинации «Лучший пластический хирург Санкт-Петербурга», 2018 г.
- Обладатель почётной грамоты IV Съезда Национальной ассоциации в области донорства и трансплантологии «НАДиТ»
- Лауреат премии Правительства Российской Федерации в области науки и техники, в области разработки и внедрения в клиническую практику инновационных технологий и лечение больных с заболеваниями, травмами лица и их последствиями, 2021 г.

Также, Мария Александровна вошла в ТОП-50 знаменитых людей Санкт-Петербурга по версии журнала Собака.ру.

## Общественная работа
С 2001 года — сертифицированный член Российского общества пластических и реконструктивных хирургов.
С 2015 года — главный специалист, пластический хирург Комитета по здравоохранению Санкт-Петербурга и по Северо-Западному Федеральному округу.
С 2016 года — член Профильной комиссии по специальности ПХ МЗ РФ.

## Организация научных конференций
- 15 марта 2013 года, г. Санкт-Петербург.	Конференция «Актуальные вопросы пластической хирургии лица», посвященная 15-ти летнему юбилею кафедры пластической и реконструктивной хирургии СЗГМУ им. И. И. Мечникова.
- 13-14 сентября 2013 года, г. Санкт-Петербург. «Школа реконструктивной и эстетической хирургии».
- 14-15 марта 2014 года, г. Санкт-Петербург.	«Актуальные вопросы пластической хирургии».
- 14-15 апреля 2016 года, г. Санкт-Петербург.	III ежегодная конференция по пластической хирургии СЗГМУ им. И. И. Мечникова «Сложная хирургия лица».
- 17-18 мая 2019 года, г. Санкт-Петербург.	III НПК «Сложная пластическая хирургия лица и тела. Ревизионная эстетическая хирургия и дерматокосметология».